# 1584 aux échecs
| Années des échecs : 1581 - 1582 - 1583 - 1584 - 1585 - 1586 - 1587    |
| Décennies des échecs : 1550 - 1560 - 1570 - 1580 - 1590 - 1600 - 1610 |

Cet article présente les faits marquants de l'année 1584 aux échecs.

## Divers
- Ivan le terrible meurt alors qu’il jouait aux échecs[1] (probablement empoisonné).